# Dobson (Nowa Zelandia)
Dobson – miasto w Nowej Zelandii, na Wyspie Południowej, w regionie West Coast.